# Furcadia
Furcadia – gra typu massively multiplayer online game (Massively Multiplayer Online Social Game), osadzona w klimacie furry.
Furcadia została stworzona przez Dragon's Eye Productions (DEP) i otwarta dla graczy 16 grudnia 1996 roku. Silnik, na którym opiera się Furcadia, został początkowo opracowany dla wcześniejszego projektu DEP DragonSpires (1994), choć przez lata był regularnie ulepszany i zmieniany, tak samo jak i reszta gry. Furcadia jest jedną z niewielu gier MMOG działających bez przerwy od ponad dekady i ma wierną populację 60 tysięcy graczy, przy czym w godzinach szczytu zalogowanych jest około 4000-4500.
Furcadia to jedna z gier MMOG o największej populacji kobiet. Około 50% populacji gry jest płci żeńskiej.

## Światy
Furcadia opiera się na światach, zwanych dream (ang. sen, marzenie),oprócz paru oficjalnych gra opiera się w dużej mierze na światach tworzonych przez społeczność graczy. Światy są podzielone według wieku odbiorców dla których się nadają, istnieją światy dla młodszych graczy i dla osób, które ukończyły 16 lat. W światach dla młodszych graczy wulgaryzmy są automatycznie cenzurowane. Poza tym w światach dla starszych graczy istnieje wiele rozrywek i lokacji nieodpowiednich dla młodzieży.

### Oficjalne Światy
Duża część światów dostarczonych przez twórców gry jest rzadko odwiedzana przez graczy i głównie służy tylko do wgrywania plansz użytkowników.
- Naia Green – Centrum społecznościowe, miejsce gdzie ochotnicy (zwani Beekin) zbierają się
- Challenges – Plansza zorientowana na gry i zabawy, oferuje min. grę w szachy i wojnę na poduszki
- Acropolis – Miejsce przeznaczone na pogawędki i do wgrywania plansz użytkowników
- Furrabian Nights (popularnie skracane do FurN) – Plansza przeznaczona dla dorosłych graczy. Większość plansz wgrywanych tutaj ma erotyczny temat przewodni, często związany z kulturą BDSM
- Hawthorn (zastąpiło Haven) – Plansza dla starszych graczy (16+), generalnie bardzo podobna do Furrabian Nights ale mniej popularna
- Allegria Island
- Meovanni Village
- Imaginarium – Plansza przeznaczona dla plansz służących RPG
- The Wylde
- Vinca Nexus – Centralna plansza łącząca wszystkie inne

### Światy stworzone przez użytkowników
Światy tworzone przez użytkowników mają zróżnicowane funkcje, niektóre światy nastawione są tylko na pogawędki, inne są osadzone w klimatach RPG, jeszcze inne są tworzone tylko po to by wykazać zdolności osób je tworzących. Plansze mogą zawierać dźwięk (obsługiwane wiele formatów, między innymi wav, mp3, midi), grafikę różną od oficjalnej i zdarzenia stworzone za pomocą specjalnego języka skryptowego DragonSpeak (lub jego nowej wersji PhoenixSpeak), mogą też zawierać dedykowanego bota wykonującego czynności, których skrypty nie są w stanie. Plansze mogą być tworzone za pomocą edytora dostarczonego przez twórców lub przez osoby trzecie. Plansze mogą być zaszyfrowane w celu zapobieżenia kradzieży ich w całości bądź poszczególnych elementów.

## Patche
System projektowanie plansz umożliwia tworzenie patchy, patche te mogą zawierać grafiki przedmiotów i postaci tworzone przez artystów i następnie rozpowszechniane za darmo lub za opłatą.

## Języki skryptowe

### DragonSpeak
Jest to język (popularnie zwany DS) stworzony tylko dla potrzeb Furcadii. Umożliwia on, min. animację obiektów, przemieszczanie postaci na planszy (zarówno zwykłe drzwi jak i komendy teleportacji) a także zaplanowane zdarzenia czasowe jak np. odblokowywanie drzwi do pokoi na planszy (co oczywiście oznacza, że DS umożliwia również ich zamykanie). Język ten był projektowany w celu łatwego jego zrozumienia dla młodych graczy i osób które nie mają żadnego podłoża technicznego związanego z programowaniem.

### PhoenixSpeak
Jest to rozszerzona wersje DragonSpeak różniąca się większymi możliwościami, umożliwia między innymi przechowywanie zmiennych co pozwala na tworzenie bardziej zaawansowanych gier jak i całych systemów RPG przechowując dane o postaciach i zdarzeniach.

## Aplikacje zewnętrzne
Powstało wiele programów zewnętrznych ułatwiających korzystanie z Furcadii lub też w inny sposób rozszerzających interakcję. Popularnymi programami są proxy (na przykład Dog Proxy stworzony jednego z twórców Furcadii lub Furnarchy 2 oparte na idei Open source i obsługujące wtyczki, skrypty i skórki), ułatwiają one zazwyczaj granie naraz kilkoma postaciami jak również obsługują prywatne wiadomości na wzór komunikatorów internetowych. Poza tym istnieją edytory grafiki i DS (np. Dreamer) bądź patchy (PatchFusion służący do łączenia różnych patchy) i programy umożliwiające tworzenie botów (FurBot).